# Jesús Aguirre y Ortiz de Zárate
Jesús Aguirre y Ortiz de Zárate, duc consort d'Alba (Madrid, 9 de juny de 1934 - 11 de maig de 2001) va ser un intel·lectual, editor literari, aristòcrata per matrimoni i acadèmic espanyol. La seva formació acadèmica es va desenvolupar fins a ser ordenat sacerdot catòlic, i després d'abandonar el ministeri va ocupar els llocs de director literari de l'editorial Taurus i director general de Música del Ministeri de Cultura (1977-1980).
El 16 de març de 1978 va contreure matrimoni amb Cayetana Fitz-James Stuart, XVIII duquessa d'Alba i cap de la Casa d'Alba.
El 1986 va passar a ocupar la cadira "f" de la Reial Acadèmia Espanyola en substitució de Manuel de Terán Álvarez

## Primers anys i vida sacerdotal
Jesús Aguirre va néixer el 9 de juny de 1934 a Madrid, encara que la seva infància la va passar a Santander; fill de pare desconegut i María del Carmen Aguirre y Ortiz de Zárate, qui el va tenir com a mare soltera. En la capital càntabra estudià batxillerat amb els Germans de La Salle.
Posteriorment va iniciar la carrera sacerdotal en la Universitat Pontifícia de Comillas, graduant-se en Filosofia, sense pertànyer a cap moment a la Companyia de Jesús; el 1956 marxà a Múnic per a graduar-se en teologia, on fou company del cardenal Ratzinger i alumne de Gottlieb Söhngen. En aquesta ciutat va prendre contacte amb els supervivents de l'Escola Crítica i va ser ponent en les primeres trobades del Diàleg entre marxistes i cristians. Va aconseguir el doctorat amb una tesi doctoral summa cum laude sobre Guillem d'Occam.
El 1958, durant els seus viatges de vacances a Espanya, va ingressar en el Frente de Liberación Popular (Felipe), i el 1962, va exercir l'acció pastoral a l'església de la Ciutat Universitària de Madrid. Quan deixà el ministeri sacerdotal (1969), escriví Sermones en España, que fou prohibida per la dictadura franquista; finalment aquesta obra literària va veure la llum el 1971, després d'un any i mig de prohibició.

## Vida laica i matrimoni amb la duquessa d'Alba
Després de deixar la vida sacerdotal, va passar a la direcció de l'editorial Taurus, fent-se amic personal de Carlos Barral, Juan Benet, Juan García Hortelano, José Luis López Aranguren, Josep Maria Castellet, Fernando Savater, Jaime Salinas, José María Gil-Robles y Gil-Delgado, Jorge Semprún, Luis de Pablo i Javier Pradera, entre d'altres. Aprofitant els coneixements que va adquirir a Múnic sobre l'Escola de Frankfurt i la seva posició de director en l'editorial Taurus, va introduir a Espanya les obres de Theodor Adorno, Max Horkheimer i Walter Benjamin, endemés de traduir i escriure el pròleg de Haschisch i els dos toms d'Il·luminacions; també descobrí Fernando Savater i la seva obra Nihilismo y acción. Posteriorment el Consell de Ministres li va nomenar director general de Música del Ministeri de Cultura, càrrec que va exercir des del 8 de setembre de 1977 fins al seu cessament, el 25 de gener de 1980.
Va conèixer a Cayetana Fitz-James Stuart, XVIII duquessa d'Alba, a la casa dels ducs d'Arión i als quatre mesos, el 16 de març de 1978, va contreure matrimoni religiós amb ella; la cerimònia va ser oficiada pel provicari de la diòcesi de Madrid, José María Martín Patino, en la capella privada del Palau de Liria. El padrí de la núvia va ser Carlos Martínez de Irujo, el seu fill gran, mentre que Carmen Aguirre y Ortiz de Zárate actuà com a padrina del seu fill. Els testimonis de Jesús Aguirre foren Pío Cabanillas Gallas, Gonzalo Fernández de Córdova y Larios (IX duc d'Arión), Sebastián Martín-Retortillo, Casilda de Silva y Fernández de Henestrosa (II comtessa de Carbajal i XV marquesa de Santa Cruz entre altres títols nobiliaris), Javier Pradera i la muller de José Luis López Aranguren.
El 1981 va ser nomenat president del consell d'administració de Zoilo Ruiz-Mateos SA i conseller del Banco Atlántico, ambdues pertanyents al grup empresarial Rumasa, càrrecs que va exercir fins que el 1986 va ser nomenat president de la Fundació Jiménez Díaz, càrrec que va abandonar quan un grup de treballadors es van manifestar davant del Palau de Llíria.
El 1983 va ser escollit membre de la Reial Acadèmia de Belles Arts de Sant Ferran i el 1986 va passar a ocupar la cadira f de la Reial Acadèmia Espanyola (vacant des de la defunció de Manuel de Terán Álvarez el 1984), on va llegir El conde de Aranda y la reforma de espectáculos en el siglo XVIII, una aproximació a la figura de Pedro Pablo Abarca de Bolea. També fou elegit comissari de l'Exposició Universal de Sevilla de 1992 endemés des de desembre de 1985 era membre de la Real Academia Sevillana de Buenas Letras.

## Malaltia, defunció i funeral

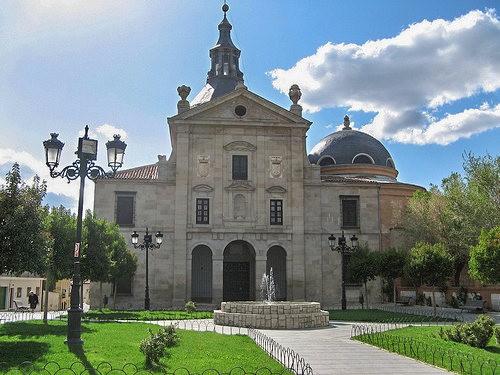
Monestir de la Inmaculada Concepción a Loeches on Jesús Aguirre és enterrat

El 12 de gener de 2001 ingressà en la Clínica de la Luz (Madrid), degut a un càncer de laringe localitzat, i l'11 de maig, a les 17.15 hores, va morir per una embòlia pulmonar al Palau de Liria. La seva capella ardent es va celebrar en el mateix palau i va ser enterrat en el panteó familiar que la Casa d'Alba posseeix al Monestir de la Inmaculada Concepción (Loeches, Comunitat de Madrid).
A la cerimònia van assistir, a més de la família, Fernando Almansa (cap de la Casa del Rei), José María Álvarez del Manzano (alcalde de Madrid), Alfredo Sánchez Monteseirín (alcalde de Sevilla), Luis Alberto de Cuenca (secretari d'Estat de Cultura), Iñigo Cavero (president del Consell d'Estat), Víctor García de la Concha (director de la Reial Acadèmia Espanyola), Luis María Ansón (acadèmic i periodista), Jesús de Polanco (president del Grupo Prisa), i els periodistes Antonio Burgos i Jaime Peñafiel. La celebració del funeral fou oficiada pel rector del poble.

## Jesús Aguirre en la cultura popular
El 26 de gener de 2011, Manuel Vicent publicà un llibre sobre la vida de Jesús Aguirre, anomenat Aguirre, el magnífico (2011, Alfaguara); Cayetana d'Alba qualificà aquest llibre com a "esperpent literari", ja que Vicent arribà a escriure que Aguirre era homosexual. En abril de 2011, Telecinco va emetre la segona part del telefilm La Duquesa; el paper de Jesús Aguirre fou interpretat per Carlos Hipólito. Finalment, la duquessa es mostrà molesta per la visió que es mostrà de Jesús Aguirre, d'ella i dels seus fills.

## Reconeixements i distincions
Jesús Aguirre va rebre els següents reconeixements:
- Gran Creu de l'Orde Civil d'Alfons X el Savi.[25]
- Gran Creu del Mèrit Civil Alemany.
- Primera Medalla d'Or Manuel de Falla.
- Alcalde honorari de San Antonio (estat de Texas, Estats Units).
- Cavaller hospitaler de Sant Joan.
- President de l'Associació Nacional d'Hemeroteques.
- Vicepatrono del Reial Patronat Hispano-Britànic dels Col·legis del Món Unit.
- Membre de l'Institut Internacional per a la recerca Prehistòrica (Chicago, Estats Units).
- Membre de l'Associació Europea de Cultura (Venècia, Itàlia).

## Obres publicades
- Sermones en España (1971, Cuadernos para el Diálogo).[9][17]
- Casi ayer noche (1985, Ediciones Turner), recopilació d'articles i reportatges apareguts a diaris i revistes entre 1967 i 1984.[8][17]
- Altas oportunidades (1987, Taurus)[17]
- Memorias del cumplimiento (1988, Alianza Editorial)[17]
- Las horas situadas (1989, Ediciones Turner)[17]
- Crónica en la comisaría (1992, Plaza & Janés)[17]